# Olga Hejná
Olga Hejná, rozená Daňková (13. března 1928 Olomouc – 24. května 2017), byla česká sochařka, ilustrátorka a spisovatelka.

## Život
Narodila se v rodině legionářů, kteří působili jako zdravotníci na Sibiři. Od roku 1929 rodina bydlela v Hradci Králové. V roce 1939 onemocněla dětskou obrnou. Studovala na hradeckém gymnáziu, ale nedokončila jej, od roku 1945 začala studovat sochařství na Akademii výtvarných umění v Praze u Jana Laudy. V roce 1950 univerzitu absolvovala s titulem akademická sochařka. Sochařstvím se živila do roku 1967. Od té doby se věnovala tvorbě pro děti. Přispívala do časopisů Mateřídouška, Ohníček, Sluníčko, Zlatý máj, Pionýr a Včielka. Od roku 1947 spolupracovala s Českým rozhlasem, pro který psala pohádky a od roku 1961 dětský pořad Hajaja, jehož vznik inspirovala. Od roku 1957 se podílela i na dětském televizním vysílání. Od 60. let 20. století psala příběhy a pohádky pro děti, které většinou ilustroval její manžel Miloslav nebo si je ilustrovala sama. Kromě ilustrátorské a spisovatelské profese tvořila rovněž drobné korálkové plastiky, které se nacházejí v českých i zahraničních galeriích, a koláže.
V roce 2010 za svou práci obdržela ocenění Zlatá stuha.
Jejím manželem byl akademický sochař Miloslav Hejný, měli spolu tři děti – Markétu, Zuzanu a Petra. Dcera Markéta je spisovatelka a syn Petr je výtvarník a violoncellista.

## Výstavy
- 1981 Český spisovatel, Praha
- 1988 Albatros, Praha
- 1989 Staré Hrady (společně s manželem a synem)
- 1990 Nová Paka
- 2005, 2007 Domažlice (s manželem)[2]
- 2014 Rakovník (se synem)[1]